# Gordito Relleno
Gordito Relleno es un personaje de historieta creado por el dibujante español José Peñarroya en 1948 para la revista Pulgarcito.

## Trayectoria editorial
Apareció en varias revistas de la Editorial Bruguera durante las décadas de 1950 y 1960, como "Super Pulgarcito".

## Argumento y personajes
La serie sólo tiene un personaje recurrente, el propio Gordito Relleno. El investigador Juan Antonio Ramírez lo incluye en el apartado de Marginados, junto a otros personajes de la editorial como Carpanta (1947), Currito Farola (1951), Don Danubio (1951), Morfeo Pérez (1952), Agamenón (1961), Rompetechos (1964) y Pitagorín (1966), caracterizados por un alto grado de extrañamiento respecto a su entorno.
Pacífico, panzudo y luciendo frecuentemente un bombín, Gordito Relleno está soltero y parece carecer de oficio fijo. Sus buenas intenciones terminaban siempre en catástrofes. Inocente hasta decir basta, era víctima frecuente de timos y estafas de todo tipo por parte de desalmados.
Durante una temporada (1950), apareció en las historietas de Gordito Relleno otra creación de Peñarroya, Don Berrinche, antítesis de Gordito, quien se esforzaba a conciencia por hacerle la vida imposible. En estas ocasiones era Don Berrinche el que solía salir malparado.

## Estilo
El estilo gráfico de la serie evolucionó con el tiempo hacia un mayor estatismo, como el resto de producciones de Peñarroya.

Fascículo de T. Moix para Dolça Catalunya, de la Ed. Mateu: dos viñetas de Un experimento de radiestesia (episodio de La familia Ulises), y Carpanta, D. Berrinche, Gordito Relleno, D.ª Benita con D. Pío y Luisito, y Doña Urraca.